# Фінн ван Бремен
Фінн ван Бре́мен (нід. Finn van Breemen; нар. 25 лютого 2003, Пейнаккер) — нідерландський футболіст, захисник швейцарського клубу «Базель».

## Клубна кар'єра

### «АДО Ден Гаг»
Вихованець академій футбольних клубів «Олівео», ДГК та «АДО Ден Гаг». 6 травня 2022 року дебютував в основному складі «АДО Ден Гаг» в матчі Еерстедивізі проти «Еммена», вийшовши на заміну Найджелу Овусу. 10 червня 2022 року підписав з «АДО Ден Гаг» свій перший професіональний контракт. 16 лютого 2023 року продовжив контракт з клубом до літа 2026 року. В сезоні 2022–23 провів 21 поєдинок за АДО.

### «Базель»
20 червня 2023 року перейшов у швейцарський клуб «Базель», підписавши чотирирічний контракт. Сума трансферу становила 1 млн євро. 22 липня дебютував за нову команду в матчі швейцарської Суперліги проти «Санкт-Галлена», вийшовши в стартовому складі. 27 липня в поєдинку кваліфікації Ліги конференцій УЄФА проти казахстанського «Тобола» дебютував у єврокубках. 30 липня 2023 року в матчі проти «Вінтертура» забив свій перший гол у професіональній кар'єрі.
В сезоні 2024-25 допоміг команді «оформити» золотий дубль: виграти Суперлігу та здобути Кубок Швейцарії.

## Кар'єра в збірній
Виступав за збірну Нідерландів до 21 року.

## Статистика виступів
Станом на 16 березня 2025 
| Клуб              | Сезон             | Чемпіонат         | Чемпіонат | Чемпіонат | Кубок | Кубок | Єврокубки | Єврокубки | Інші  | Інші | Всього | Всього |
| Клуб              | Сезон             | Дивізіон          | Матчі     | Голи      | Матчі | Голи  | Матчі     | Голи      | Матчі | Голи | Матчі  | Голи   |
| ----------------- | ----------------- | ----------------- | --------- | --------- | ----- | ----- | --------- | --------- | ----- | ---- | ------ | ------ |
| АДО Ден Гаг       | 2021–22           | Еерстедивізі      | 1         | 0         | 0     | 0     | —         | —         | —     | —    | 1      | 0      |
| АДО Ден Гаг       | 2022–23           | Еерстедивізі      | 18        | 0         | 3     | 0     | —         | —         | —     | —    | 21     | 0      |
| АДО Ден Гаг       | Всього            | Всього            | 19        | 0         | 3     | 0     | 0         | 0         | 0     | 0    | 22     | 0      |
| Базель            | 2023–24           | Суперліга         | 30        | 2         | 2     | 1     | 2         | 0         | —     | —    | 34     | 3      |
| Базель            | 2024–25           | Суперліга         | 15        | 0         | 2     | 0     | —         | —         | —     | —    | 17     | 0      |
| Базель            | Всього            | Всього            | 45        | 2         | 4     | 1     | 2         | 0         | 0     | 0    | 51     | 3      |
| Всього за кар'єру | Всього за кар'єру | Всього за кар'єру | 64        | 2         | 7     | 1     | 2         | 0         | 0     | 0    | 73     | 3      |

1. ↑  Матчі в Лізі конференцій УЄФА

## Досягнення
«Базель»
- Чемпіон Швейцарії: 2024–25[21]
- Володар Кубка Швейцарії: 2024–25[22]